# Anicetus zhejiangensis
Anicetus zhejiangensis är en stekelart som beskrevs av Xu och Li 1991. Anicetus zhejiangensis ingår i släktet Anicetus och familjen sköldlussteklar. Inga underarter finns listade i Catalogue of Life.